# Campionati del mondo di atletica leggera 2003 - Salto in alto maschile
La gara del salto in alto maschile si tenne il 23 e 25 agosto 2003.

## Risultati

### Qualificazioni
In finale chi supera 2.29 m o rientra tra i primi 12.
| Pos | Gruppo | Nome                    | Nazione     | 2.15 | 2.20 | 2.25 | 2.27 | 2.29 | Misura | Note  |
| --- | ------ | ----------------------- | ----------- | ---- | ---- | ---- | ---- | ---- | ------ | ----- |
| 1   | A      | Mikhail Tsvetkov        | Russia      | o    | o    | o    | o    | o    | 2.29   | Q     |
| 2   | A      | Stefan Holm             | Svezia      | –    | o    | xo   | o    | o    | 2.29   | Q     |
| 2   | B      | Andriy Sokolovskyy      | Ucraina     | o    | o    | o    | xo   | o    | 2.29   | Q     |
| 4   | B      | Jaroslav Bába           | Rep. Ceca   | o    | xo   | xo   | xo   | o    | 2.29   | Q     |
| 5   | A      | Jamie Nieto             | Stati Uniti | –    | o    | o    | o    | xo   | 2.29   | Q     |
| 5   | B      | Jacques Freitag         | Sudafrica   | –    | o    | o    | o    | xo   | 2.29   | Q     |
| 7   | B      | Germaine Mason          | Giamaica    | –    | o    | xo   | xo   | xo   | 2.29   | Q     |
| 8   | B      | Grzegorz Sposób         | Polonia     | o    | xo   | xo   | xo   | xxo  | 2.29   | Q     |
| 9   | A      | Mark Boswell            | Canada      | –    | o    | o    | o    | xxx  | 2.27   | q     |
| 10  | A      | Yaroslav Rybakov        | Russia      | –    | o    | xo   | o    | xxx  | 2.27   | q     |
| 10  | B      | Roman Fricke            | Germania    | xo   | o    | o    | o    | xxx  | 2.27   | q, PB |
| 12  | A      | Aleksander Waleriańczyk | Polonia     | o    | o    | o    | xxo  | xxx  | 2.27   | q     |
| 12  | B      | Matt Hemingway          | Stati Uniti | o    | o    | o    | xxo  | xxx  | 2.27   | q     |
| 14  | A      | Hennazdy Maroz          | Bielorussia | o    | o    | xo   | xxo  | xxx  | 2.27   |       |
| 15  | B      | Andrei Chubsa           | Bielorussia | o    | xxo  | xxo  | xxo  | xxx  | 2.27   |       |
| 16  | A      | Tomáš Janků             | Rep. Ceca   | o    | o    | o    | xxx  |      | 2.25   |       |
| 16  | B      | Martin Stauffer         | Svizzera    | o    | o    | o    | xxx  |      | 2.25   |       |
| 16  | B      | Aleksey Lesnichiy       | Bielorussia | o    | o    | o    | xxx  |      | 2.25   |       |
| 19  | B      | Alessandro Talotti      | Italia      | o    | xo   | o    | xxx  |      | 2.25   |       |
| 20  | A      | Andrea Bettinelli       | Italia      | –    | xxo  | o    | xxx  |      | 2.25   |       |
| 21  | A      | Stefan Vasilache        | Romania     | o    | o    | xxo  | xxx  |      | 2.25   |       |
| 22  | A      | Michał Bieniek          | Polonia     | o    | o    | xxx  |      |      | 2.20   |       |
| 22  | A      | Fabrício Romero         | Brasile     | o    | o    | xxx  |      |      | 2.20   |       |
| 22  | A      | Staffan Strand          | Svezia      | –    | o    | xxx  |      |      | 2.20   |       |
| 22  | B      | Abderrahmane Hammad     | Algeria     | o    | o    | xxx  |      |      | 2.20   |       |
| 22  | B      | Pyotr Brayko            | Russia      | o    | o    | xxx  |      |      | 2.20   |       |
| 27  | A      | Oskari Frösén           | Finlandia   | xo   | o    | xxx  |      |      | 2.20   |       |
| 27  | B      | Wilbert Pennings        | Paesi Bassi | xo   | o    | xxx  |      |      | 2.20   |       |
| 29  | A      | Rožle Prezelj           | Slovenia    | o    | xo   | xxx  |      |      | 2.20   |       |
| 29  | B      | Nicola Ciotti           | Italia      | o    | xo   | xxx  |      |      | 2.20   |       |
| 31  | B      | Tora Harris             | Stati Uniti | o    | xxo  | xxx  |      |      | 2.20   |       |
|     | A      | Alfredo Deza            | Perù        | xxx  |      |      |      |      | NM     |       |

### Finale
| Pos | Nome                    | Nazione     | 2.15 | 2.20 | 2.25 | 2.29 | 2.32 | 2.35 | Misura | Note |
| --- | ----------------------- | ----------- | ---- | ---- | ---- | ---- | ---- | ---- | ------ | ---- |
| 1   | Jacques Freitag         | Sudafrica   | –    | o    | xo   | o    | o    | xo   | 2.35   | SB   |
| 2   | Stefan Holm             | Svezia      | –    | o    | o    | o    | xo   | xxx  | 2.32   |      |
| 3   | Mark Boswell            | Canada      | –    | –    | o    | –    | xxo  | xxx  | 2.32   | SB   |
| 4   | Mikhail Tsvetkov        | Russia      | o    | o    | o    | o    | xxx  |      | 2.29   |      |
| 5   | Germaine Mason          | Giamaica    | –    | xo   | xo   | o    | xxx  |      | 2.29   |      |
| 6   | Grzegorz Sposób         | Polonia     | xo   | xxo  | o    | o    | xxx  |      | 2.29   |      |
| 7   | Jamie Nieto             | Stati Uniti | –    | o    | o    | xo   | xxx  |      | 2.29   |      |
| 8   | Andriy Sokolovskyy      | Ucraina     | o    | o    | xo   | xxo  | xxx  |      | 2.29   |      |
| 9   | Yaroslav Rybakov        | Russia      | –    | o    | o    | xxx  |      |      | 2.25   |      |
| 10  | Aleksander Waleriańczyk | Polonia     | xo   | xo   | o    | xxx  |      |      | 2.25   |      |
| 11  | Jaroslav Bába           | Rep. Ceca   | o    | o    | xxo  | xxx  |      |      | 2.25   |      |
| 12  | Matt Hemingway          | Stati Uniti | –    | xo   | xxo  | xxx  |      |      | 2.25   |      |
| 13  | Roman Fricke            | Germania    | xo   | o    | xxx  |      |      |      | 2.20   |      |